# Ornithosuchidae
Los ornitosúquidos (Ornithosuchidae, gr. "cocodrilos aves") son una familia de saurópsidos (reptiles) diápsidos crurotarsianos que vivió a finales del período Triásico, entre el Carniense y el Noriense hace 230 y 210 millones de años aproximadamente en Europa y Sudamérica. Lo que demuestra que tuvieron una gran dispersión en Pangea. Fueron cuadrúpedos/bípedos facultativos que se tuvieron como ancestro de los carnosaurios. De hecho cuando se reconoció la divergencia principal de los arcosaurios entre los linajes de los cocodrilos y los dinosaurios fue reconocida como uno de los representantes conocidos más tempranos de los dinosaurios. Ahora parece que Ornithosuchidae está de hecho en el otro lado de la fractura de los arcosaurios, más cercanos a los cocodrilos.

## Descripción
Los ornitosúquidos pueden ser identificados por la presencia de una diastema arqueada, es decir un espacio entre los dientes. Cuando la mandíbula se cerraba, dos largos dientes curvados del hueso dentario encajaban en la diastema, la cual se sitúa entre el premaxilar y el maxilar. Hay dos depresiones poco profundas en la pared de la diastema para acomodar estos dientes. Los grandes dientes dentarios de Ornithosuchus y Riojasuchus se sitúan detrás de un pequeño diente procumbente que sobresalían por fuera de la mandíbula. Este tipo de disposición dental no es conocido en ningún otro tipo de arcosaurio basal. Otra característica de los ornitosúquidos es su hocico inusual vuelto hacia abajo y sobresaliente, visto en Riojasuchus y Venaticosuchus, pero no en Ornithosuchus.
Varios otros rasgos distinguen a los ornitosúquidos de los otros arcosaurios primitivos. Tanto Ornithosuchus como Riojasuchus poseen una pequeña fenestra o agujero, entre el hueso palatino y el pterigoide en el paladar. El contacto entre el hueso nasal y el prefrontal en el cráeno es pequeño o ausente, excluido por un contacto mayor entre el hueso frontal y el lacrimal. En otros arcosaurios, incluyendo a los rauisuquios, aetosaurios, pterosaurios y dinosauromorfos, el contacto nasal-prefrontal separa al frontal del lacrimal.
A diferencia de otros arcosaurios primitivos, los unguales (los huesos del pie que forman las garras) están comprimidos lateralmente. Estos son afilados y recurvados. Los unguales son más altos que largos, especialmente en los dígitos internos. Este tipo de garra no se conoce en ningún otro tipo de arcosaurio del Triásico exceptuando a los pterosaurios.
Los principales grupos de arcosaurios han sido distinguidos con frecuencia basándose en la estructura de sus tobillos. En muchos crurotarsos, el astrágalo tiene una proyección convexa que encaja en un espacio cóncava en el calcáneo. Esta condición es denominada el tobillo "crocodiliano normal", que es el tipo más común de tobillo en los crurotarsos. Los ornitosúquidos son únicos entre los crurotarsos y entre los demás arcosaurios por poseer un tobillo "crocodiliano inverso". En esta clase de tobillo, la concavidad queda situada al revés: en vez de estar en el calcáneo, se encuentra en el astrágalo. En los ornitosúquidos, el calcáneo tiene una proyección convexa que es análoga a la proyección convexa del astrágalo "crocodiliano normal". El tobillo "crocodiliano inverso" es conocido también en Euparkeria, un arcosauriforme primitivo del Triásico que es clasificado por fuera de Archosauria.

## Filogenia
Se considera generalmente que Ornithosuchidae se incluye en el clado mayor Suchia, que incluye a los aetosaurios, rauisuquios y los crocodilomorfos. A continuación se encuentra un cladograma basado en los trabajos de Nesbitt & Norell (2006), Nesbitt (2007), y Brusatte et al. (2010), mostrando la situación de Ornithosuchidae dentro de Archosauria.
|  | \| \| Ornithosuchidae \| \| \| \| \| \| Rauisuchia \| \| \| \| |
|  |                                                                |
|  | Crocodylomorpha (crocodilianos y sus parientes extintos)       |
|  |                                                                |
|  | Ornithosuchidae                                                |
|  |                                                                |
|  | Rauisuchia                                                     |
|  |                                                                |

|  | Ornithosuchidae |
|  |                 |
|  | Rauisuchia      |
|  |                 |

|  | \| \| Ornithosuchidae \| \| \| \| \| \| Rauisuchia \| \| \| \| |
|  |                                                                |
|  | Crocodylomorpha (crocodilianos y sus parientes extintos)       |
|  |                                                                |
|  | Ornithosuchidae                                                |
|  |                                                                |
|  | Rauisuchia                                                     |
|  |                                                                |

|  | Ornithosuchidae |
|  |                 |
|  | Rauisuchia      |
|  |                 |

|  | \| \| Ornithosuchidae \| \| \| \| \| \| Rauisuchia \| \| \| \| |
|  |                                                                |
|  | Crocodylomorpha (crocodilianos y sus parientes extintos)       |
|  |                                                                |
|  | Ornithosuchidae                                                |
|  |                                                                |
|  | Rauisuchia                                                     |
|  |                                                                |

|  | Ornithosuchidae |
|  |                 |
|  | Rauisuchia      |
|  |                 |

|  | \| \| Ornithosuchidae \| \| \| \| \| \| Rauisuchia \| \| \| \| |
|  |                                                                |
|  | Crocodylomorpha (crocodilianos y sus parientes extintos)       |
|  |                                                                |
|  | Ornithosuchidae                                                |
|  |                                                                |
|  | Rauisuchia                                                     |
|  |                                                                |

|  | Ornithosuchidae |
|  |                 |
|  | Rauisuchia      |
|  |                 |

|  | \| \| Ornithosuchidae \| \| \| \| \| \| Rauisuchia \| \| \| \| |
|  |                                                                |
|  | Crocodylomorpha (crocodilianos y sus parientes extintos)       |
|  |                                                                |
|  | Ornithosuchidae                                                |
|  |                                                                |
|  | Rauisuchia                                                     |
|  |                                                                |

|  | Ornithosuchidae |
|  |                 |
|  | Rauisuchia      |
|  |                 |

|  | \| \| Ornithosuchidae \| \| \| \| \| \| Rauisuchia \| \| \| \| |
|  |                                                                |
|  | Crocodylomorpha (crocodilianos y sus parientes extintos)       |
|  |                                                                |
|  | Ornithosuchidae                                                |
|  |                                                                |
|  | Rauisuchia                                                     |
|  |                                                                |

|  | Ornithosuchidae |
|  |                 |
|  | Rauisuchia      |
|  |                 |

|  | \| \| Ornithosuchidae \| \| \| \| \| \| Rauisuchia \| \| \| \| |
|  |                                                                |
|  | Crocodylomorpha (crocodilianos y sus parientes extintos)       |
|  |                                                                |
|  | Ornithosuchidae                                                |
|  |                                                                |
|  | Rauisuchia                                                     |
|  |                                                                |

|  | Ornithosuchidae |
|  |                 |
|  | Rauisuchia      |
|  |                 |

|  | \| \| Ornithosuchidae \| \| \| \| \| \| Rauisuchia \| \| \| \| |
|  |                                                                |
|  | Crocodylomorpha (crocodilianos y sus parientes extintos)       |
|  |                                                                |
|  | Ornithosuchidae                                                |
|  |                                                                |
|  | Rauisuchia                                                     |
|  |                                                                |

|  | Ornithosuchidae |
|  |                 |
|  | Rauisuchia      |
|  |                 |

|  | \| \| Ornithosuchidae \| \| \| \| \| \| Rauisuchia \| \| \| \| |
|  |                                                                |
|  | Crocodylomorpha (crocodilianos y sus parientes extintos)       |
|  |                                                                |
|  | Ornithosuchidae                                                |
|  |                                                                |
|  | Rauisuchia                                                     |
|  |                                                                |

|  | Ornithosuchidae |
|  |                 |
|  | Rauisuchia      |
|  |                 |

|  | \| \| Ornithosuchidae \| \| \| \| \| \| Rauisuchia \| \| \| \| |
|  |                                                                |
|  | Crocodylomorpha (crocodilianos y sus parientes extintos)       |
|  |                                                                |
|  | Ornithosuchidae                                                |
|  |                                                                |
|  | Rauisuchia                                                     |
|  |                                                                |

|  | Ornithosuchidae |
|  |                 |
|  | Rauisuchia      |
|  |                 |

|  | \| \| Ornithosuchidae \| \| \| \| \| \| Rauisuchia \| \| \| \| |
|  |                                                                |
|  | Crocodylomorpha (crocodilianos y sus parientes extintos)       |
|  |                                                                |
|  | Ornithosuchidae                                                |
|  |                                                                |
|  | Rauisuchia                                                     |
|  |                                                                |

|  | Ornithosuchidae |
|  |                 |
|  | Rauisuchia      |
|  |                 |

|  | \| \| Ornithosuchidae \| \| \| \| \| \| Rauisuchia \| \| \| \| |
|  |                                                                |
|  | Crocodylomorpha (crocodilianos y sus parientes extintos)       |
|  |                                                                |
|  | Ornithosuchidae                                                |
|  |                                                                |
|  | Rauisuchia                                                     |
|  |                                                                |

|  | Ornithosuchidae |
|  |                 |
|  | Rauisuchia      |
|  |                 |

|  | \| \| Ornithosuchidae \| \| \| \| \| \| Rauisuchia \| \| \| \| |
|  |                                                                |
|  | Crocodylomorpha (crocodilianos y sus parientes extintos)       |
|  |                                                                |
|  | Ornithosuchidae                                                |
|  |                                                                |
|  | Rauisuchia                                                     |
|  |                                                                |

|  | Ornithosuchidae |
|  |                 |
|  | Rauisuchia      |
|  |                 |

|  | \| \| Ornithosuchidae \| \| \| \| \| \| Rauisuchia \| \| \| \| |
|  |                                                                |
|  | Crocodylomorpha (crocodilianos y sus parientes extintos)       |
|  |                                                                |
|  | Ornithosuchidae                                                |
|  |                                                                |
|  | Rauisuchia                                                     |
|  |                                                                |

|  | Ornithosuchidae |
|  |                 |
|  | Rauisuchia      |
|  |                 |

|  | \| \| Ornithosuchidae \| \| \| \| \| \| Rauisuchia \| \| \| \| |
|  |                                                                |
|  | Crocodylomorpha (crocodilianos y sus parientes extintos)       |
|  |                                                                |
|  | Ornithosuchidae                                                |
|  |                                                                |
|  | Rauisuchia                                                     |
|  |                                                                |

|  | Ornithosuchidae |
|  |                 |
|  | Rauisuchia      |
|  |                 |

|  | \| \| Ornithosuchidae \| \| \| \| \| \| Rauisuchia \| \| \| \| |
|  |                                                                |
|  | Crocodylomorpha (crocodilianos y sus parientes extintos)       |
|  |                                                                |
|  | Ornithosuchidae                                                |
|  |                                                                |
|  | Rauisuchia                                                     |
|  |                                                                |

|  | Ornithosuchidae |
|  |                 |
|  | Rauisuchia      |
|  |                 |

|  | \| \| Ornithosuchidae \| \| \| \| \| \| Rauisuchia \| \| \| \| |
|  |                                                                |
|  | Crocodylomorpha (crocodilianos y sus parientes extintos)       |
|  |                                                                |
|  | Ornithosuchidae                                                |
|  |                                                                |
|  | Rauisuchia                                                     |
|  |                                                                |

|  | Ornithosuchidae |
|  |                 |
|  | Rauisuchia      |
|  |                 |

|  | \| \| Ornithosuchidae \| \| \| \| \| \| Rauisuchia \| \| \| \| |
|  |                                                                |
|  | Crocodylomorpha (crocodilianos y sus parientes extintos)       |
|  |                                                                |
|  | Ornithosuchidae                                                |
|  |                                                                |
|  | Rauisuchia                                                     |
|  |                                                                |

|  | Ornithosuchidae |
|  |                 |
|  | Rauisuchia      |
|  |                 |

|  | \| \| Ornithosuchidae \| \| \| \| \| \| Rauisuchia \| \| \| \| |
|  |                                                                |
|  | Crocodylomorpha (crocodilianos y sus parientes extintos)       |
|  |                                                                |
|  | Ornithosuchidae                                                |
|  |                                                                |
|  | Rauisuchia                                                     |
|  |                                                                |

|  | Ornithosuchidae |
|  |                 |
|  | Rauisuchia      |
|  |                 |

|  | \| \| Ornithosuchidae \| \| \| \| \| \| Rauisuchia \| \| \| \| |
|  |                                                                |
|  | Crocodylomorpha (crocodilianos y sus parientes extintos)       |
|  |                                                                |
|  | Ornithosuchidae                                                |
|  |                                                                |
|  | Rauisuchia                                                     |
|  |                                                                |

|  | Ornithosuchidae |
|  |                 |
|  | Rauisuchia      |
|  |                 |

|  | \| \| Ornithosuchidae \| \| \| \| \| \| Rauisuchia \| \| \| \| |
|  |                                                                |
|  | Crocodylomorpha (crocodilianos y sus parientes extintos)       |
|  |                                                                |
|  | Ornithosuchidae                                                |
|  |                                                                |
|  | Rauisuchia                                                     |
|  |                                                                |

|  | Ornithosuchidae |
|  |                 |
|  | Rauisuchia      |
|  |                 |

|  | \| \| Ornithosuchidae \| \| \| \| \| \| Rauisuchia \| \| \| \| |
|  |                                                                |
|  | Crocodylomorpha (crocodilianos y sus parientes extintos)       |
|  |                                                                |
|  | Ornithosuchidae                                                |
|  |                                                                |
|  | Rauisuchia                                                     |
|  |                                                                |

|  | Ornithosuchidae |
|  |                 |
|  | Rauisuchia      |
|  |                 |

|  | \| \| Ornithosuchidae \| \| \| \| \| \| Rauisuchia \| \| \| \| |
|  |                                                                |
|  | Crocodylomorpha (crocodilianos y sus parientes extintos)       |
|  |                                                                |
|  | Ornithosuchidae                                                |
|  |                                                                |
|  | Rauisuchia                                                     |
|  |                                                                |

|  | Ornithosuchidae |
|  |                 |
|  | Rauisuchia      |
|  |                 |

|  | \| \| Ornithosuchidae \| \| \| \| \| \| Rauisuchia \| \| \| \| |
|  |                                                                |
|  | Crocodylomorpha (crocodilianos y sus parientes extintos)       |
|  |                                                                |
|  | Ornithosuchidae                                                |
|  |                                                                |
|  | Rauisuchia                                                     |
|  |                                                                |

|  | Ornithosuchidae |
|  |                 |
|  | Rauisuchia      |
|  |                 |

|  | \| \| Ornithosuchidae \| \| \| \| \| \| Rauisuchia \| \| \| \| |
|  |                                                                |
|  | Crocodylomorpha (crocodilianos y sus parientes extintos)       |
|  |                                                                |
|  | Ornithosuchidae                                                |
|  |                                                                |
|  | Rauisuchia                                                     |
|  |                                                                |

|  | Ornithosuchidae |
|  |                 |
|  | Rauisuchia      |
|  |                 |

|  | \| \| Ornithosuchidae \| \| \| \| \| \| Rauisuchia \| \| \| \| |
|  |                                                                |
|  | Crocodylomorpha (crocodilianos y sus parientes extintos)       |
|  |                                                                |
|  | Ornithosuchidae                                                |
|  |                                                                |
|  | Rauisuchia                                                     |
|  |                                                                |

|  | Ornithosuchidae |
|  |                 |
|  | Rauisuchia      |
|  |                 |

|  | \| \| Ornithosuchidae \| \| \| \| \| \| Rauisuchia \| \| \| \| |
|  |                                                                |
|  | Crocodylomorpha (crocodilianos y sus parientes extintos)       |
|  |                                                                |
|  | Ornithosuchidae                                                |
|  |                                                                |
|  | Rauisuchia                                                     |
|  |                                                                |

|  | Ornithosuchidae |
|  |                 |
|  | Rauisuchia      |
|  |                 |

|  | \| \| Ornithosuchidae \| \| \| \| \| \| Rauisuchia \| \| \| \| |
|  |                                                                |
|  | Crocodylomorpha (crocodilianos y sus parientes extintos)       |
|  |                                                                |
|  | Ornithosuchidae                                                |
|  |                                                                |
|  | Rauisuchia                                                     |
|  |                                                                |

|  | Ornithosuchidae |
|  |                 |
|  | Rauisuchia      |
|  |                 |

|  | \| \| Ornithosuchidae \| \| \| \| \| \| Rauisuchia \| \| \| \| |
|  |                                                                |
|  | Crocodylomorpha (crocodilianos y sus parientes extintos)       |
|  |                                                                |
|  | Ornithosuchidae                                                |
|  |                                                                |
|  | Rauisuchia                                                     |
|  |                                                                |

|  | Ornithosuchidae |
|  |                 |
|  | Rauisuchia      |
|  |                 |

|  | \| \| Ornithosuchidae \| \| \| \| \| \| Rauisuchia \| \| \| \| |
|  |                                                                |
|  | Crocodylomorpha (crocodilianos y sus parientes extintos)       |
|  |                                                                |
|  | Ornithosuchidae                                                |
|  |                                                                |
|  | Rauisuchia                                                     |
|  |                                                                |

|  | Ornithosuchidae |
|  |                 |
|  | Rauisuchia      |
|  |                 |

|  | \| \| Ornithosuchidae \| \| \| \| \| \| Rauisuchia \| \| \| \| |
|  |                                                                |
|  | Crocodylomorpha (crocodilianos y sus parientes extintos)       |
|  |                                                                |
|  | Ornithosuchidae                                                |
|  |                                                                |
|  | Rauisuchia                                                     |
|  |                                                                |

|  | Ornithosuchidae |
|  |                 |
|  | Rauisuchia      |
|  |                 |

|  | \| \| Ornithosuchidae \| \| \| \| \| \| Rauisuchia \| \| \| \| |
|  |                                                                |
|  | Crocodylomorpha (crocodilianos y sus parientes extintos)       |
|  |                                                                |
|  | Ornithosuchidae                                                |
|  |                                                                |
|  | Rauisuchia                                                     |
|  |                                                                |

|  | Ornithosuchidae |
|  |                 |
|  | Rauisuchia      |
|  |                 |